# 157 v.Chr.
157 v.Chr. is een jaartal volgens de christelijke jaartelling.

## Gebeurtenissen

### Italië
- Sextus Julius Caesar en Lucius Aurelius Orestes zijn consul in het Imperium Romanum.
- In Rome dienen Carthaagse afgezanten bij de Senaat een verzoek in, om te bemiddelen in het conflict tegen Numidië over de annexatie van Tripolitanië.
- Cato de Oudere vormt een delegatie, om met Massinissa een wapenstilstand te regelen.

### Europa
- Koning Eldol (157 - 152 v.Chr.) volgt zijn vader Archmail op als heerser van Brittannië.

### China
- Keizer Han Jingdi (157 - 141 v.Chr.) volgt zijn vader Han Wendi op en bestijgt de troon van het Chinese Keizerrijk. Hij voert bij het leger een dienstplicht in van 2 jaar en een jaarlijkse staatsplicht van 1 maand, om publieke werkzaamheden uit te voeren, zoals het herstel van de wegen, bruggen of vervoer van graan.

## Geboren
- Gaius Marius (~157 v.Chr. - ~86 v.Chr.), Romeins veldheer en staatsman (hervormer van het Romeinse leger)
- Sinatrukes (~157 v.Chr. - ~70 v.Chr.), koning van Parthië

## Overleden
- Han Wendi (~202 v.Chr. - ~157 v.Chr.), keizer van het Chinese keizerrijk (45)